# Meghan Trainorová
Meghan Elizabeth Trainorová, nepřechýleně Meghan Trainor (* 22. prosince 1993, Nantucket, Massachusetts, USA) je americká zpěvačka, textařka a producentka. V roce 2014 dominovala po dobu osmi týdnů hitparádě Billboard Hot 100 se svým debutovým singlem "All About That Bass".

## Životopis
Meghan Trainorová se narodila v Nantucketu, Massachusetts. Je dcerou Kelli (Jekanowská) a Garyho Trainora a má dva bratry (Ryan a Justin). Vyrostla v muzikální rodině, psát písničky začala v 11 letech. Ve 13 letech dostala od rodičů počítač, aby mohla skládat své vlastní písničky. Rodina se později přestěhovala do Hyannis, Massachusetts. Začala navštěvovat Nauset Regional High School a v létě se zúčastnila programu na Berklee College of Music v Bostonu.

## Kariéra

### 2011–13:I'll Sing With YouaOnly 17
V 17 letech vyhrála světovou pěveckou soutěž Sonicbids 2011 Tennessee Concerts Song Contest se svojí písničkou "You're Good For Me". Také vystoupila na Durango Songwriter's Expo a Big Al Anderson z NRBQ ji představil Carlovi Wallacovi z Big Yellow Dog Music. Krátce po svých 18 narozeninách podepsala smlouvu jako textařka se společností. V roce 2011 napsala a sama vydala dvě alba I'll Sing With You a Only 17. V 19 letech se přestěhovala do Nashvillu. Písničky napsala pro Rascal Flatts, Sabrinu Carpenter, R5 a pro mnoho dalších.

### 2014–2015: Mezinárodní úspěch aTitle
Na jednom ze svých výletů potkala na Grammy nominovaného producenta Kevina Kadishe, se kterým složili "All About The Bass". L.A. Reid z Epic Records slyšel Meghan demo a rozhodl se podepsat s ní smlouvu. Písnička se umístila na prvním místě americké hitparády Billboard Hot 100 a stejně tak v několika zemích jako Austrálie, Kanada, Dánsko a Nový Zéland.
Její EP Title byla vydána v září 2014. Title debutoval na 15. místě americké hitparády Billboard 200. Meghan byla nominovaná na cenu American Music Award v kategorii Nový umělec roku.
V říjnu 2014 vydala singl "Lips Are Movin", který je hlavním singlem jejího třetího studiového alba Title, které by mělo být vydáno 13. ledna 2015.
Na konci roku 2014 oznámila své první turné That Bass tour, které začne 11. února 2015 ve Vancouveru v Kanadě a skončí 20. března 2015 v Nashvillu v Tennessee. Meghan obdržela dvě nominace na ceny Grammy v kategoriích Nahrávka roku a Písnička roku.

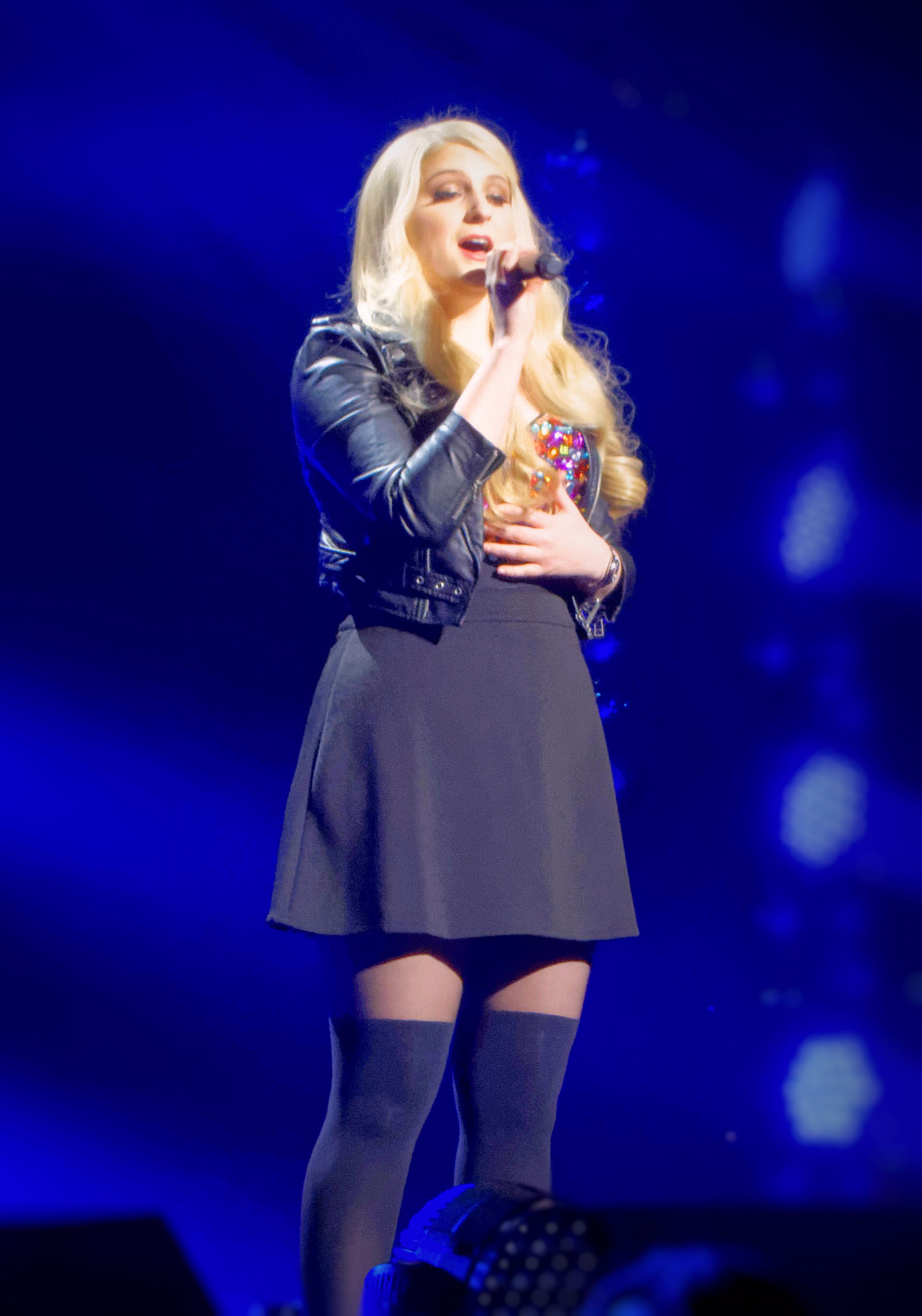
Meghan během vystoupení v roce 2014

### 2016: druhé studiové albumThank You
Dne 7. ledna potvrdila, že dokončila práci na albu Thank You. První singl z alba s názvem „No“ byl vydán 4. března 2016, krátce poté co získal cenu Grammy v kategorii Nový umělec. Po „No“ byly vydány další promo singly „Watch Me Do“, „I Love Me“ a „Mom“. Druhý singl z alba „Me Too“ byl vydán 5. března 2016, které doprovázel videoklip, který byl zveřejněný 9. května 2016, ale kvůli nedovoleným digitálním úpravám s Meghan tělem bylo z internetu odstraněno a další den vydáno bez úprav. Album Thank You exkluzivně vydalo Apple Music 6. května 2016. Od července 2016 byla na turné s názvem The Untouchable Tour, kde jí doprovázeli Hailee Steinfeld a Common Kings.

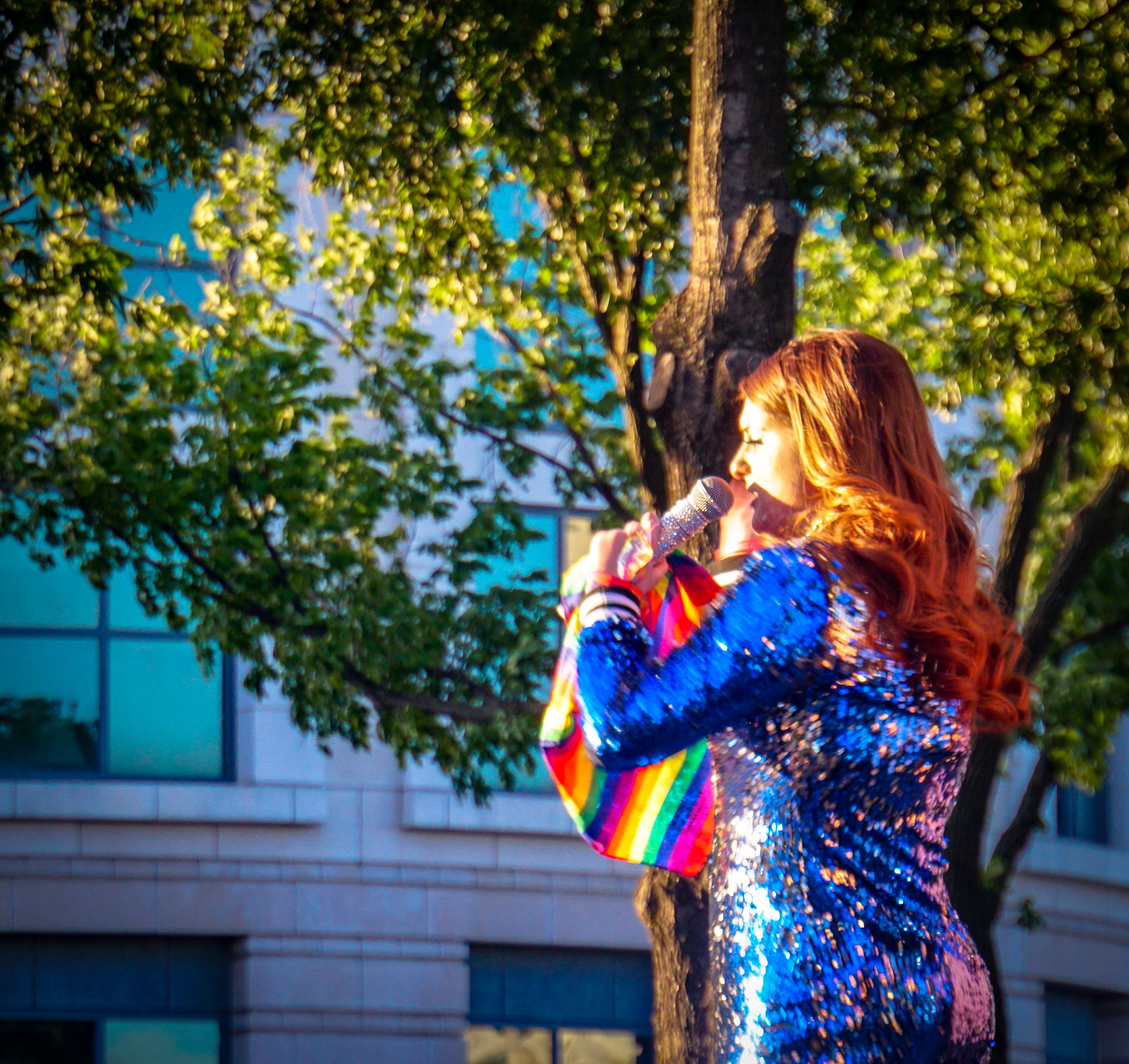
Meghan během vystoupení v roce 2016

### 2017-2021: třetí albumTreat Myself, vánoční albumA Very Trainor Christmasa další projekty
Dne 24. února 2017 vydala singl „I'm Lady“ k filmu Šmoulové: Zapomenutá vesnice a na premiéře filmu přiznala, že pracuje na třetím studiovém albu, které by mělo být vydáno na podzim roku 2017. V roce 2018 byla jedním ze čtyř porotců televizní show stanice Fox The Four. Třetí studiové album Treat Myself bylo naplánováno k vydání 31. srpna 2018, ale bylo zpožděno, aby obsahovalo více písní. Jeho hlavní singl No Excuses byl vydán v březnu 2018. Písně Let You Be Right a Can't Dance byly vydány jako singly o dva měsíce později. Píseň All The Ways vyšla 20. června 2018 a stejnojmenná skladba jako album byla zveřejněna 20. července 2018. Album mělo poté vyjít v lednu 2019, ale nestalo se tak. O měsíc později nicméně vydala EP The Love Train.
V září 2019 BBC oznámila, že se Meghan stane couch deváté řady The Voice UK, která měla premiéru v roce 2020. 27. září 2019 vydala píseň Wave. Z alba vyšly propagačními singly Workin' On It s Lennon Stellou a Sashou Sloan, Evil Twin a Blink. Meghan mezitím napsala dostatek písní pro čtyři alba a album Treat Myself vyšlo 31. ledna 2020 spolu s jeho třetím singlem Nice to Meet Ya s Nicki Minaj. V červenci 2020 vydala deluxe verzi alba, které předcházel singl Make You Dance.
Dne 30. října 2020 vydala vánoční album A Very Trainor Christmas. V březnu 2021 podepsala smlouvu s NBCUniversal, která zahrnuje její účinkování v komediálním seriálu. V říjnu poté vydala deluxi verzi alba obsahující 3 nové písně.

### 2022-současnost: páté albumTakin' It Back
21. června 2022 oznámila hlavní singl z nadcházejícího pátého studiového alba. Singl Bad for Me s Teddym Swimsem byl vydán 24. června 2022. Předchozí den odhalila obal alba s názvem Takin' It Back, které vyšlo 21. října 2022. 9. září vydala píseň Don't I Make It Look Easy jako propagační singl. 28. září oznámila australská síť Seven Network, že Meghan bude porotkyně australské verze pořadu Idol v roce 2023. Píseň "Made You Look" byla vydána jako druhý singl z alba. Píseň byla úspěšnou na platformě TikTok a umístila se na 11. příčce žebříčku Billboard Hot 100. S písní vystupovala na The Today Show nebo na The Tonight Show Starring Jimmy Fallon.

## Osobní život
V roce 2014 se setkala s hercem Darylem Sabarou na večírku v Los Angeles a od července 2016 spolu začali randit. V den svých 24. narozenin, dne 22. prosince 2017, se zasnoubili.  Pár měl svatbu přesně o rok později, v den 25. narozenin Meghan. V říjnu 2020 v ranní show Today na stanici NBC oznámila, že je těhotná. V únoru 2021 se jí narodil syn, který dostal jméno Riley. V lednu 2023 prozradila, že s manželem očekávají druhého potomka. 1. července 2023 se jim narodila druhý syn Barry Bruce.

## Písně
- All About The Bass
- Lips Are Movin
- Dear Future Husband
- Like I'm Gonna Lose You (ft. John Legend)
- Better When I'm Dancin'
- NO
- Me Too
- Better (ft. Yo Gotti)
- Watch me do
- I love me (ft. LunchMoney Lewis)
- No Excuses
- Let You Be Right
- Can't Dance
- All The Ways
- With You (ft. Kaskade)
- Wave (ft. Mike Sabath)
- Nice To Meet Ya (ft. Nicki Minaj)
- Make You Dance

### Hostující
- 2015 - Charlie Puth: Marvin Gaye (ft. Meghan Trainor)
- 2015 - Jason Derulo: Painkiller (ft. Meghan Trainor)

## Diskografie

### Studiová alba
- Title (2015)
- Thank You (2016)
- Treat Myself (2020)
- A Very Trainor Christmas (2020)
- Takin' It Back (2022)

## Turné
- That Bass Tour (2015)
- MTrain Tour (2015)
- The Untouchable Tour (2016)